# Ulrich Höfer
Ulrich Höfer (* 7. Juli 1957 in Zusmarshausen) ist ein deutscher Physiker. Höfer wurde 1989 promoviert und habilitierte sich 1996 an der TU München mit seiner Arbeit „Nichtlineare optische Spektroskopie an Siliziumoberflächen“. Er lehrt an der Philipps-Universität in Marburg. Höfer ist Koordinator des Sonderforschungsbereiches 1083 „Structure and Dynamics of Internal Interfaces“ mit über 60 Chemikern und Physikern.

## Leben
Ulrich Höfer ist Physiker und absolvierte Studium und Promotion an der TU München. Er wurde 1989 mit einer Dissertation über „Hochauflösende Photoelektronenspektroskopie an Oberflächen“ promoviert. Nach einem zweijährigen Aufenthalt als Postdoc bei IBM in Yorktown Heights, New York wurde er 1991 wissenschaftlicher Mitarbeiter des Max-Planck-Instituts für Quantenoptik in Garching. 1996 habilitierte er mit der Arbeit „Nichtlineare optische Spektroskopie an Siliziumoberflächen“ an der TU München. 1999 wurde Höfer Professor für Experimentalphysik an der Philipps-Universität Marburg.

## Auszeichnungen
Unter seinen Auszeichnungen befinden sich: Arnold-Sommerfeld-Preis der Bayerischen Akademie der Wissenschaften (1995), Fellow der American Physical Society (2006) und Fellow der Japan Society for the Promotion of Science (2015).

## Forschungsinteressen
Zu seinen wissenschaftlichen Interessen zählt die Laserspektroskopie von Oberflächen und Grenzflächen. Besonders bekannt ist Höfer für seine grundlegenden Arbeiten über die Dynamik der Adsorption von Wasserstoff auf Silizium und für seine Untersuchungen ultraschneller elektronischer Prozesse an Oberflächen und Grenzflächen mit Hilfe der zeitaufgelöste Photoelektronenspektroskopie.

## Sonstiges
Höfer ist Autor oder Koautor von mehr als 150 Publikationen in wissenschaftlichen Zeitschriften mit zusammen mehr als 5000 Zitierungen. Laut Google Scholar hat er einen Hirsch-Index von 53 (Stand Mai 2024).

## Publikationen (Auswahl)
- Ulrich Höfer, Pedro M. Echenique: Resolubility of image-potential resonances. In: Surface Science. Band 643, Januar 2016, S. 203–209, doi:10.1016/j.susc.2015.07.019.
- Ulrich Höfer: Nonlinear optical investigations of the dynamics of hydrogen interaction with silicon surfaces. In: Applied Physics A. Band 63, Dezember 1996, S. 533–547, doi:10.1007/BF01567209.
- U. Höfer, I. L. Shumay, Ch. Reuß, U. Thomann, W. Wallauer, Th. Fauster: Time-resolved coherent photoelectron spectroscopy of quantized electronic states on metal surfaces. In: Science. Band 277, Nr. 5331, September 1997, S. 1480–1482, doi:10.1126/science.277.5331.1480.
- J. Reimann, S. Schlauderer, C. P. Schmid, F. Langer, S. Baierl, K. A. Kokh, O. E. Tereshchenko, A. Kimura, C. Lange, J. Güdde, U. Höfer, and R. Huber: Subcycle observation of lightwave-driven Dirac currents in a topological surface band. In: Nature. Band 562, September 2018, S. 396–400, doi:10.1038/s41586-018-0544-x.
- R. Wallauer, M. Raths, K. Stallberg, L. Münster, D. Brandstetter, X. Yang, J. Güdde, P. Puschnig, S. Soubatch, C. Kumpf, F. C. Bocquet, F. S. Tautz, and U. Höfer: Tracing orbital images on ultrafast time scales. In: Science. Band 371, Nr. 6533, März 2021, S. 1056–1059, doi:10.1126/science.abf3286.